# Europameisterschaften im Bogenschießen 2006
Die Europameisterschaften im Bogenschießen 2006 wurden vom 13. bis 16. September in der griechischen Hauptstadt Athen ausgetragen.

## Ergebnisse

### Recurvebogen
| Disziplin         | Gold                                                        | Silber                                                         | Bronze                                                    |
| ----------------- | ----------------------------------------------------------- | -------------------------------------------------------------- | --------------------------------------------------------- |
| Männer Einzel     | Magnus Petersson                                            | Michael Frankenberg                                            | Daniel Morillo                                            |
| Frauen Einzel     | Almudena Gallardo                                           | Tatjana Borodei                                                | Pia Lionetti                                              |
| Männer Mannschaft | Belarus Anton Prylepau Mikalaj Maurau Sjarhej Witorski      | Spanien Daniel Morillo Felipe López Andrés Gómez               | Italien Marco Galiazzo Michele Frangilli Ilario Di Buò    |
| Frauen Mannschaft | Großbritannien Alison Williamson Naomi Folkard Lana Needham | Ukraine Tetjana Bereschna Tetjana Dorochowa Iulia Lobschanidse | Polen Małgorzata Sobieraj Iwona Dzięcioł Justyna Mospinek |

### Compoundbogen
| Disziplin         | Gold                                                 | Silber                                                     | Bronze                                                   |
| ----------------- | ---------------------------------------------------- | ---------------------------------------------------------- | -------------------------------------------------------- |
| Männer Einzel     | Sébastien Brasseur                                   | Stéphane Dardenne                                          | José Dúo                                                 |
| Frauen Einzel     | Camilla Sømod                                        | Anne Laurila                                               | Amandine Bouillot                                        |
| Männer Mannschaft | Schweden Anders Malm Morgan Lundin Magnus Carlsson   | Kroatien Goran Villi Dario Gregec Darko Uidl               | Deutschland Paul Titscher Stefan Griem Thomas Hasenfuß   |
| Frauen Mannschaft | Italien Giorgia Solato Assunta Atorino Eugenia Salvi | Russland Albina Loginowa Sofja Gontscharowa Anna Kasanzewa | Frankreich Amandine Bouillot Joanna Chessé Valérie Fabre |

## Medaillenspiegel
| Platz  | Land           | Gold | Silber | Bronze | Gesamt |
| ------ | -------------- | ---- | ------ | ------ | ------ |
| 1      | Schweden       | 2    | –      | –      | 2      |
| 2      | Frankreich     | 1    | 1      | 2      | 4      |
| 2      | Spanien        | 1    | 1      | 2      | 4      |
| 4      | Italien        | 1    | –      | 2      | 3      |
| 5      | Belarus        | 1    | –      | –      | 1      |
| 5      | Dänemark       | 1    | –      | –      | 1      |
| 5      | Großbritannien | 1    | –      | –      | 1      |
| 8      | Russland       | –    | 2      | –      | 2      |
| 9      | Deutschland    | –    | 1      | 1      | 2      |
| 10     | Kroatien       | –    | 1      | –      | 1      |
| 10     | Finnland       | –    | 1      | –      | 1      |
| 10     | Ukraine        | –    | 1      | –      | 1      |
| 13     | Polen          | –    | –      | 1      | 1      |
| Gesamt | Gesamt         | 8    | 8      | 8      | 24     |